# Europese kampioenschappen kunstschaatsen 1909
De Europese Kampioenschappen kunstschaatsen is een jaarlijks terugkerend evenement dat georganiseerd wordt door de Internationale Schaatsunie.
Het vijftiende EK kunstschaatsen voor de mannen werd gehouden op 23 en 24 januari op de ijsbaan Városligeti Müjégpálya in het stadspark van Boedapest, Hongarije, toen nog onderdeel van de dubbelmonarchie Oostenrijk-Hongarije. Het was de tweede keer dat Boedapest gaststad was voor het EK kunstschaatsen, in 1895 vond het vijfde EK er plaats.

## Historie
De Duitse en Oostenrijkse schaatsbond, verenigd in de "Deutscher und Österreichischer Eislaufverband", organiseerden zowel het eerste EK Schaatsen voor mannen als het eerste EK Kunstschaatsen voor mannen in 1891 in Hamburg, in toen nog het Duitse Keizerrijk, nog voor het ISU in 1892 werd opgericht. De internationale schaatsbond nam in 1892 de organisatie van het EK kunstschaatsen over. In 1895 werd besloten voortaan het WK kunstschaatsen te organiseren en kwam het EK te vervallen. In 1898, na twee jaar onderbreking, vond toch weer een herstart plaats van het EK kunstschaatsen.
De vrouwen en paren zouden vanaf 1930 jaarlijks om de Europese titel strijden. De ijsdansers streden vanaf 1954 om de Europese titel in het kunstschaatsen.

## Deelname
Er namen vijf mannen uit vier landen deel aan dit kampioenschap.
Voor Ulrich Salchow was het zijn achtste deelname. Gilbert Fuchs nam voor de vierde keer deel. Voor Per Thorén was het zijn derde deelname. Karl Ollow was de enige debutant op het EK kunstschaatsen.
| Zweden (2) Duitse Keizerrijk (1) Hongarije (1) Rusland (1) |

## Medaille verdeling
Ulrich Salchow veroverde zijn zevende Europese titel, ook in 1898, 1899, 1900, 1904, 1906 en 1907 won hij het EK, het was zijn achtste medaille, in 1901 werd hij derde. Gilbert Fuchs op de tweede plaats veroverde zijn vierde medaille, in 1895 werd hij derde en in 1901 en 1907 ook tweede. Per Thorén op de derde plaats won zijn tweede medaille, in 1906 werd hij ook derde.
| Discipline | Goud           | Zilver        | Brons      |
| ---------- | -------------- | ------------- | ---------- |
| Mannen     | Ulrich Salchow | Gilbert Fuchs | Per Thorén |

## Uitslagen

### Mannen
| Goud   | Ulrich Salchow (8) | Vlag van Zweden                | 9  |
| Zilver | Gilbert Fuchs (4)  | Vlag van Duitse Keizerrijk     | 15 |
| Brons  | Per Thorén (3)     | Vlag van Zweden                | 18 |
| 4      | Karl Ollow         | Vlag van Rusland               | 31 |
| 5      | Alexander Urbary   | Vlag van Hongarije (1896-1915) | 32 |

Medaillewinnaars

Mannen · 
Vrouwen ·
Paren · 
IJsdansen

Toernooi

1891 · 
1892 · 
1893 · 
1894 · 
1895 · 
1896-1897 · 
1898 · 
1899 · 
1900 · 
1901 · 
1902-1903 · 
1904 · 
1905 · 
1906 · 
1907 · 
1908 · 
1909 · 
1910 · 
1911 · 
1912 · 
1913 · 
1914 · 
1915-1921 · 
1922 · 
1923 · 
1924 · 
1925 · 
1926 · 
1927 · 
1928 · 
1929 · 
1930 · 
1931 · 
1932 · 
1933 · 
1934 · 
1935 · 
1936 · 
1937 · 
1938 · 
1939 ·
1940-1946 · 
1947 · 
1948 · 
1949 · 
1950 · 
1951 · 
1952 · 
1953 · 
1954 · 
1955 · 
1956 · 
1957 · 
1958 · 
1959 · 
1960 · 
1961 · 
1962 · 
1963 · 
1964 · 
1965 · 
1966 · 
1967 · 
1968 · 
1969 · 
1970 · 
1971 · 
1972 · 
1973 · 
1974 · 
1975 · 
1976 · 
1977 · 
1978 · 
1979 · 
1980 · 
1981 · 
1982 · 
1983 · 
1984 · 
1985 · 
1986 · 
1987 · 
1988 · 
1989 · 
1990 · 
1991 · 
1992 · 
1993 · 
1994 · 
1995 ·
1996 · 
1997 · 
1998 · 
1999 · 
2000 · 
2001 · 
2002 · 
2003 · 
2004 · 
2005 · 
2006 ·
2007 ·
2008 ·
2009 ·
2010 ·
2011 ·
2012 ·
2013 ·
2014 ·
2015 ·
2016 ·
2017 ·
2018 ·
2019 ·
2020 ·
2021 · 
2022 · 
2023 · 
2024 · 
2025

WK kunstschaatsen ·
WK kunstschaatsen junioren ·
Viercontinentenkampioenschap ·
Olympische Spelen